# Izba Reprezentantów Alabamy
Izba Reprezentantów Alabamy (Alabama House of Representatives) – izba niższa parlamentu amerykańskiego stanu Alabama. Składa się ze 105 członków, wybieranych w jednomandatowych okręgach wyborczych z zastosowaniem ordynacji większościowej. Jest jedną z pięciu stanowych izb niższych w USA o kadencji czteroletniej (pozostałe są wybierane na dwa lata).